# 安田産業汽船
安田産業汽船株式会社（やすださんぎょうきせん）は、長崎県長崎市に本社を置く海運会社。大村湾・博多湾の湾内航路を運航しているほか、関連事業としてビジネスホテルを経営している。

## 概要
創業者の安田佐吉が1953年7月に大村湾の生活航路であった大平-大村航路の譲渡を受け、個人経営で一般旅客定期航路事業に参入したのが始まりである。その後、1967年2月、安田産業汽船株式会社が設立された。1975年には高速船を導入、現在は大村湾内航路（オーシャンライン）、博多湾内航路（うみなかライン）で高速船を運航するほか、大村港と時津港でターミナル機能を有したビジネスホテルの経営を行っている。
2019年7月1日に、同年4月に設立された新安田産業汽船株式会社へ全事業を譲渡。新安田産業汽船は事業譲受と同時に、商号を安田産業汽船株式会社（新社）へ変更した。
安田産業汽船株式会社（旧社）は、2019年7月1日付でYSK株式会社へ商号変更され、本店所在地を長崎市松が枝町から長崎市南山手町へ移転した。YSKは清算業務を行っていたが、2019年12月18日に長崎地方裁判所から特別清算開始決定を受け、2020年3月30日に法人格が消滅した。

## 航路

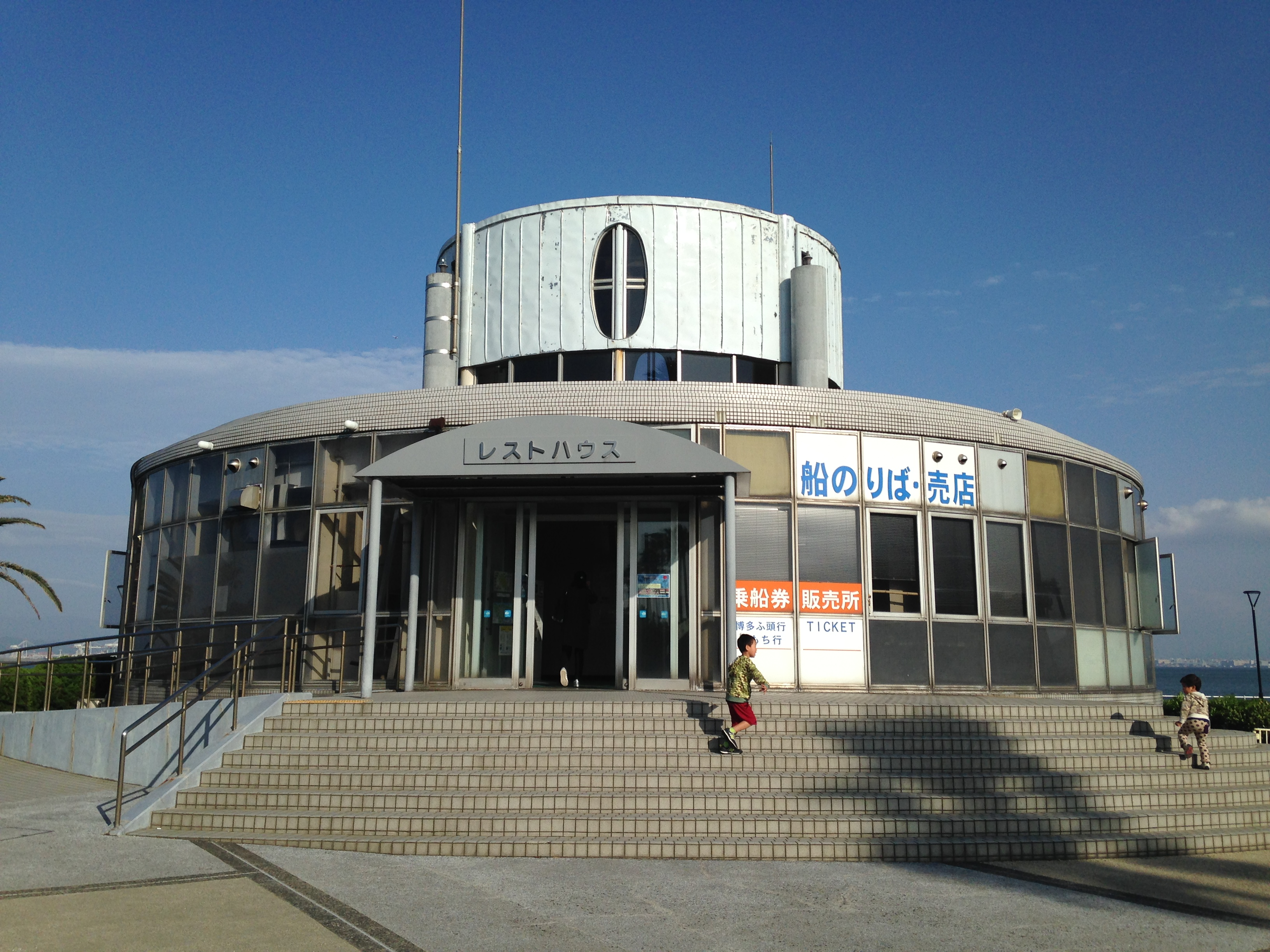
海の中道にある安田産業汽船のレストハウス

### 運航中の航路

#### 大村湾内航路（オーシャンライン）
- 長崎空港 - ハウステンボス
- 時津港 - 長崎空港

長崎空港 - 大村間は朝夕のみの運航されていたが現在は休止となっている
- 長与港 - 大村競艇場

大村競艇開催日のみの運航。時津港発着は2021年5月6日から休止となっている。

#### 博多湾内航路（うみなかライン）
- 百道浜（マリゾン） - 海の中道
- 博多港博多埠頭 - 海の中道

1991年3月に航路開設、当初は西日本鉄道との共同運航だったが、西鉄は2003年3月31日限りで運航から撤退した。マリンワールド海の中道のリニューアルによる休館の間、2016年10月2日から2017年4月12日まで休航となっていた。

### 過去の航路
- 大草港 - 長崎空港（大村湾内航路）

大草港が九州旅客鉄道（JR九州）長崎本線の大草駅に近く、船車連絡により長崎市内-長崎空港間の最短経路を構成することが可能で、道路渋滞の影響も回避できることに着目して1989年頃開設。大草駅が長崎本線の旧線に位置し当時は30分ごとに列車の運行があったものの、乗り換えが災いし利用が伸びず1999年頃廃止。
- 長崎（大波止） - 天草（高浜） - 串木野新港（いちき串木野市）

長崎-鹿児島間を海路で短絡し、速達ルートを構成することを目的に1991年3月開設。日本初のSES高速船「にっしょう」（271.00t、航海速力50ノット、ノルウェー・サーラス社製）を投入。串木野港から鹿児島市内へは林田産業交通により連絡バスが運行された。冬季等荒天時の動揺による船酔いや欠航が課題であった。後述の長崎-熊本航路に船舶を転用するためもあり、1996年3月廃止。なお、串木野への航路は翌1997年に、関連企業のヤスダオーシャンベッセルによる高速フェリー航路として新たにシーバードを投入して開設されるが、トラブル等が多く現在は廃止されている。
- 長崎（大波止・茂木） - 熊本（熊本新港）航路

串木野航路と同様、海路短絡による長崎-熊本間の速達ルート構成を目的に1996年3月開設。上記のSES高速船「にっしょう」を「ホワイトバード」と改称して投入した。翌1997年4月には、使用船の小型化（「たいよう2」38.00t）、大波止発着の廃止等の効率化を図ったが、1999年廃止。
- 茂木港（長崎市） - 富岡港（熊本県苓北町）

一度休止されるが、苓北町所有のフェリーで公設民営の形で2011年9月まで運航されるもその後高速旅客船による運航に移行。
なお現在は同じ航路を(株)苓北観光汽船が高速旅客船にて運航
- 大草港 - 大村競艇場

大村競艇開催日のみの運航。2020年度より廃止された。

## 船舶

### 高速船
- みしま（19.96t）大村湾内航路
- げんかい3 （17.00t）大村湾内航路
- げんかい5 （16.00t）
- エラスムス（19.00t）大村湾内航路
- エラスムス2

1997年2月24日竣工、 沖新船舶工業建造（第149番船）、船舶整備公団共有
19総トン、全長16.50m、型幅3.80m、型深さ1.80m、最大速力30ノット、旅客定員66名
- トリトン（19.00t）
- エアポートライナー7 （12.00t）大村湾内航路
- エアポートライナー8 （12.00t）大村湾内航路
- エアポートライナー10（12.00t）大村湾内航路
- エアポートライナー11（12.00t）大村湾内航路
- エアポートライナー13（12.00t）大村湾内航路
- エアポートライナー15（12.00t）大村湾内航路
- エアポートライナー17（12.00t）大村湾内航路
- ナガサキ8 （10.00t）大村湾内航路
- ナガサキ10（10.00t）大村湾内航路
- たいよう（106.00t）大村湾内航路

1988年3月21日竣工、南海造船建造
106総トン、全長23.00m、型幅6.60m、型深さ2.78m、ディーゼル2基、機関出力2,000PS、航海速力22.80ノット、旅客定員231名
- たいよう2

1997年4月15日竣工、 沖新船舶工業建造（第150番船）、船舶整備公団共有
38総トン、全長20.50m、型幅4.70m、型深さ1.90m、最大速力33.0ノット、旅客定員78名
- たいよう3 （73.00t）大村湾内航路
- オーシャンライナー（19.00t）大村湾内航路
- オーシャンライナー3 （19.00t）大村湾内航路
- オーシャンライナー5 （19.00t）博多湾内航路
- オーシャンライナー7 （19.00t）大村湾内航路
- オーシャンライナー8 （19.00t）大村湾内航路
- オーシャンライナー10（19.00t）大村湾内航路
- マリンライナー（19.00t）博多湾内航路
- マリンライナー2 （19.00t）博多湾内航路

高速船の写真
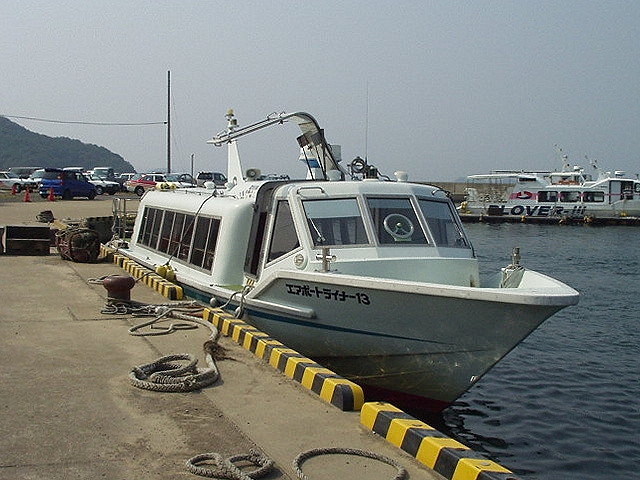
「エアポートライナー13」
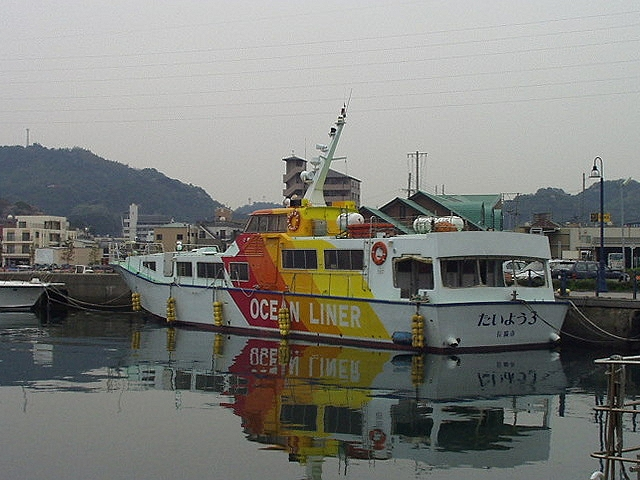
「たいよう3」
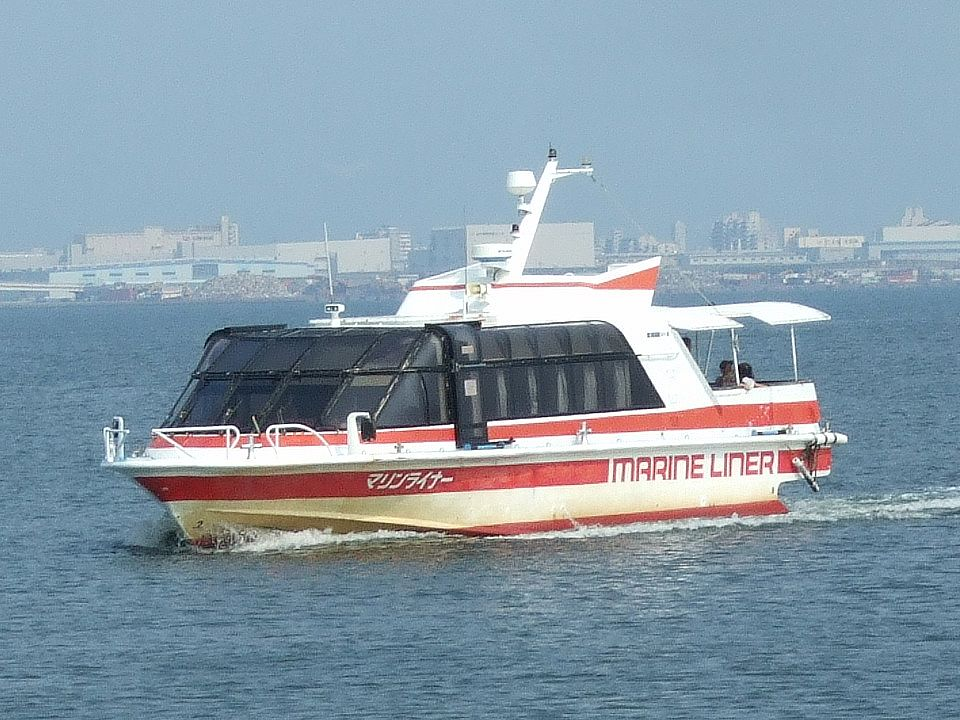
「マリンライナー」
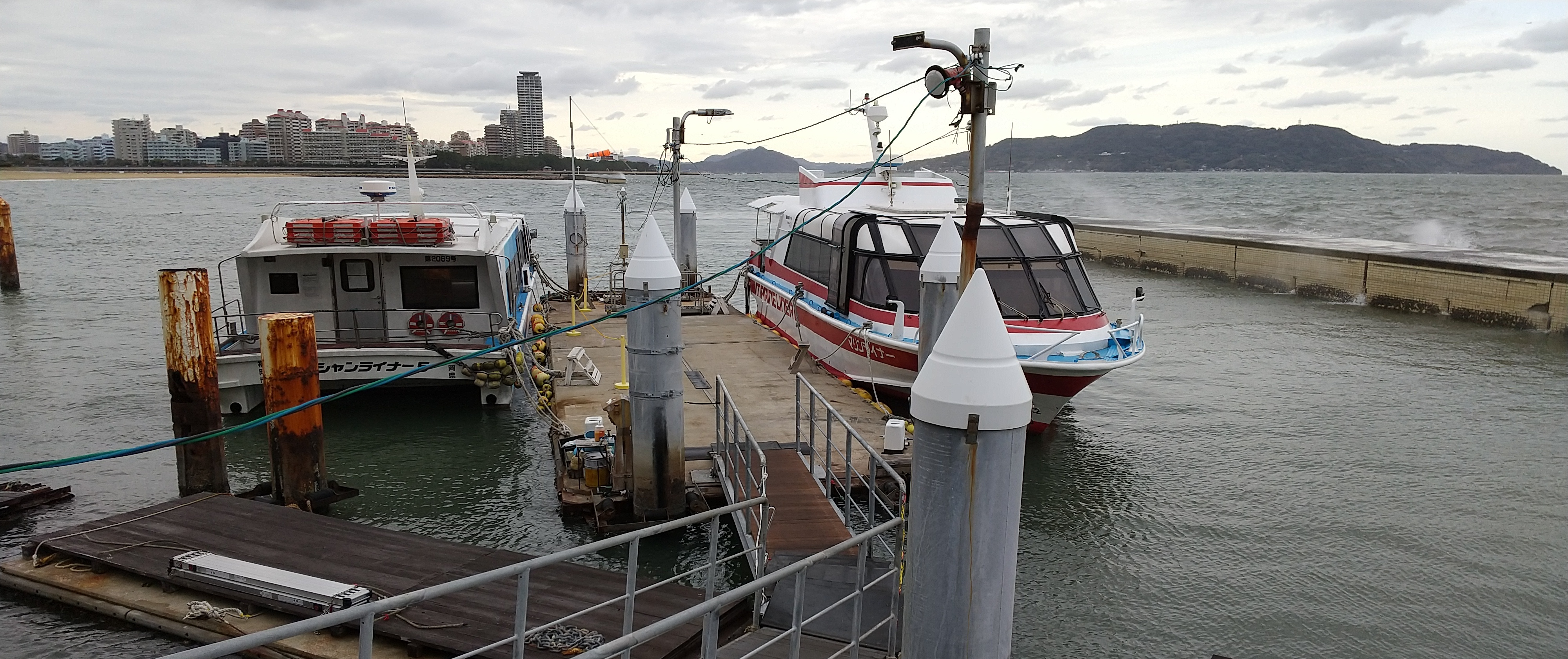
オーシャンライナー5とマリンライナー（うみなかライン発着所、マリゾン、シーサイドももち海浜公園）

## 事業所
- 本社 - 長崎県長崎市松が枝町5-35
- 大村支店 - 長崎県大村市西本町480
- 時津営業所 - 長崎県西彼杵郡時津町浦郷新地542-4
- 長崎空港営業所 - 長崎県大村市箕島町593-1
- ハウステンボス営業所 - 長崎県佐世保市ハウステンボス町1-1
- 福岡営業所 - 福岡県福岡市早良区百道浜2-902-1

## 関連事業
大村港及び時津港の高速船ターミナル隣接地でビジネスホテルを営業している。
- 大村ヤスダオーシャンホテル - 長崎県大村市西本町480
- 時津ヤスダオーシャンホテル - 長崎県西彼杵郡時津町浦郷新地542-4